# Ghislain Lemaire
Ghislain Lemaire [Gislen L'mé], (* 7. srpna 1972 Lure, Francie) je bývalý reprezentant Francie v judu.

## Sportovní kariéra
Prakticky polovinu své kariéry byl dvojkou za Stefanem Traineau. Až po roce 2000, kdy Traineau ukončil kariéru měl jistotu nominace na velký turnaj. Stříbrnou medailí na mistrovství světa v roce 2003 vybojoval pro Francii kvalifikaci na olympijské hry v Athénách. V roce 2004 si udržel pozici francouzské jedničky a ve 32 letech si vybojoval první nominaci. Formu načasoval dobře, ve druhém kole poslal k zemi technikou o-soto-gari Rusa Maximova a ve čtvrtfinále narazil na německého siláka Juraka. Nedokázal ho však hodit lépe než na koku a prohrál na Němcovo o-uči-gari na juko. V opravách potom nestačil na Izraelce Ze-Eviho. Obsadil 7. místo. Reprezentační kariéru ukončil až za 2 roky v roce 2006.

## Výsledky
| Turnaj             | 1992 | 1993 | 1994 | 1995 | 1996 | 1997 | 1998 | 1999 | 2000 | 2001 | 2002 | 2003 | 2004 | 2005 | 2006 |
| ------------------ | ---- | ---- | ---- | ---- | ---- | ---- | ---- | ---- | ---- | ---- | ---- | ---- | ---- | ---- | ---- |
| Olympijské hry     | dns  | -    | -    | -    | dns  | -    | -    | -    | dns  | -    | -    | -    | 7.   | -    | -    |
| Mistrovství světa  | -    | dns  | -    | dns  | -    | 3.   | -    | dns  | -    | 5.   | -    | 2.   | -    | úč.  | -    |
| Mistrovství Evropy | dns  | dns  | dns  | dns  | 3.   | 2.   | 5.   | dns  | 7.   | 2.   | úč.  | úč.  | 3.   | dns  | úč.  |
| ME juniorů         | 2.   | -    | -    | -    | -    | -    | -    | -    | -    | -    | -    | -    | -    | -    | -    |